# Santa Monica (Californië)
Santa Monica is een stad van circa 92.500 inwoners (2013) in het zuiden van de Amerikaanse staat Californië. De kuststad Santa Monica ligt twintig kilometer ten westen van het centrum van Los Angeles, aan de Santa Monica Bay van de Grote Oceaan. Santa Monica ligt ook direct ten zuiden van de Santa Monica Mountains. 

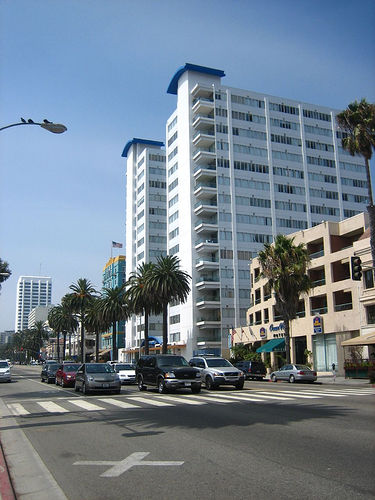
Downtown van Santa Monica

Men werkt hier voornamelijk in de dienstverlenende sector. Het radiostation KCRW is hier gevestigd, een van de bekendste publieke radiostations van de Verenigde Staten. Een van de grote toeristische trekpleisters is de Santa Monica Pier.
De stad is ook gekend als het westelijke eindpunt van de historische U.S. Route 66, en als het westelijke eindpunt van de Interstate 10.

## Bekende personen uit Santa Monica

### Geboren

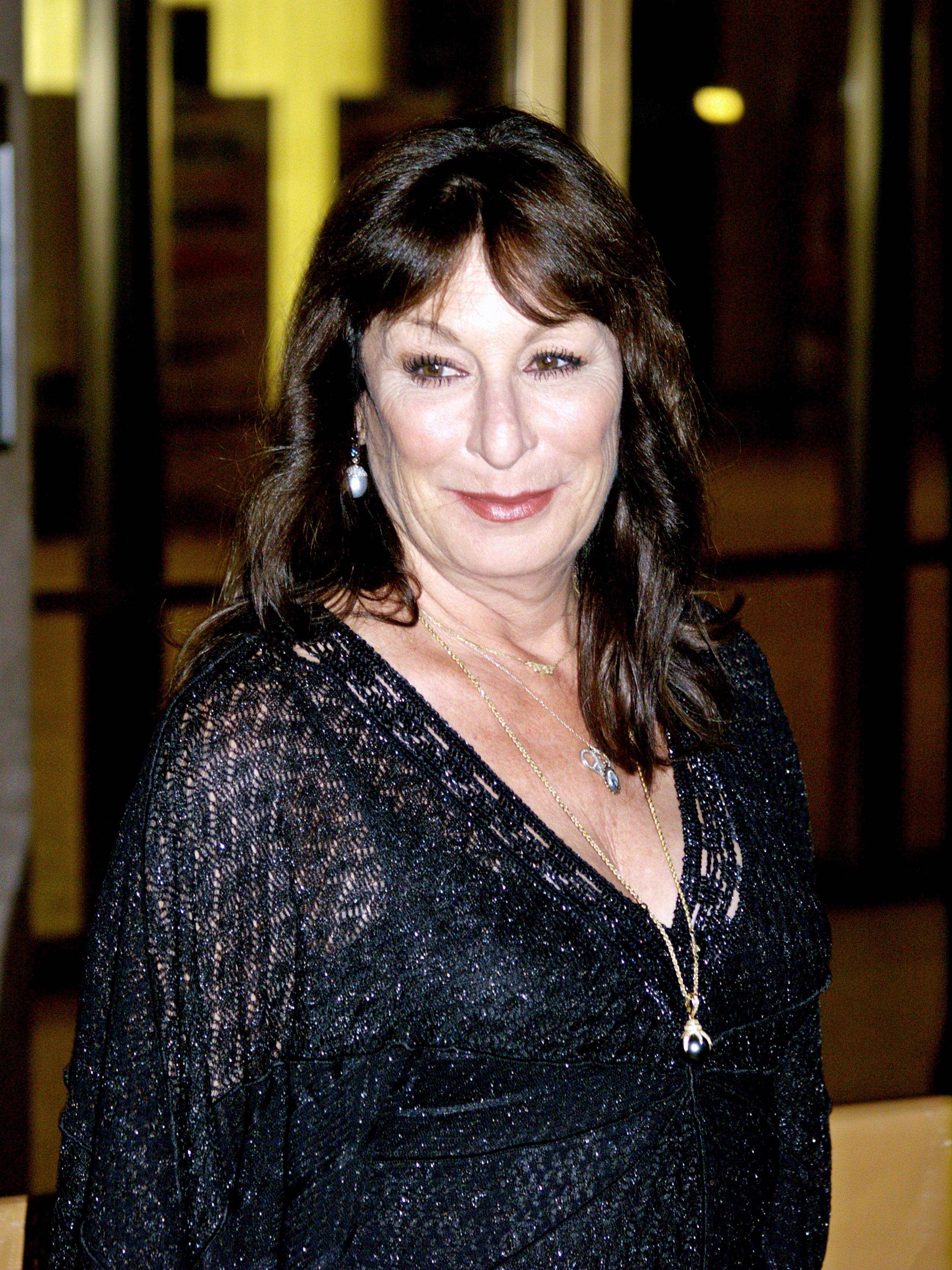
Actrice Anjelica Huston (1951)

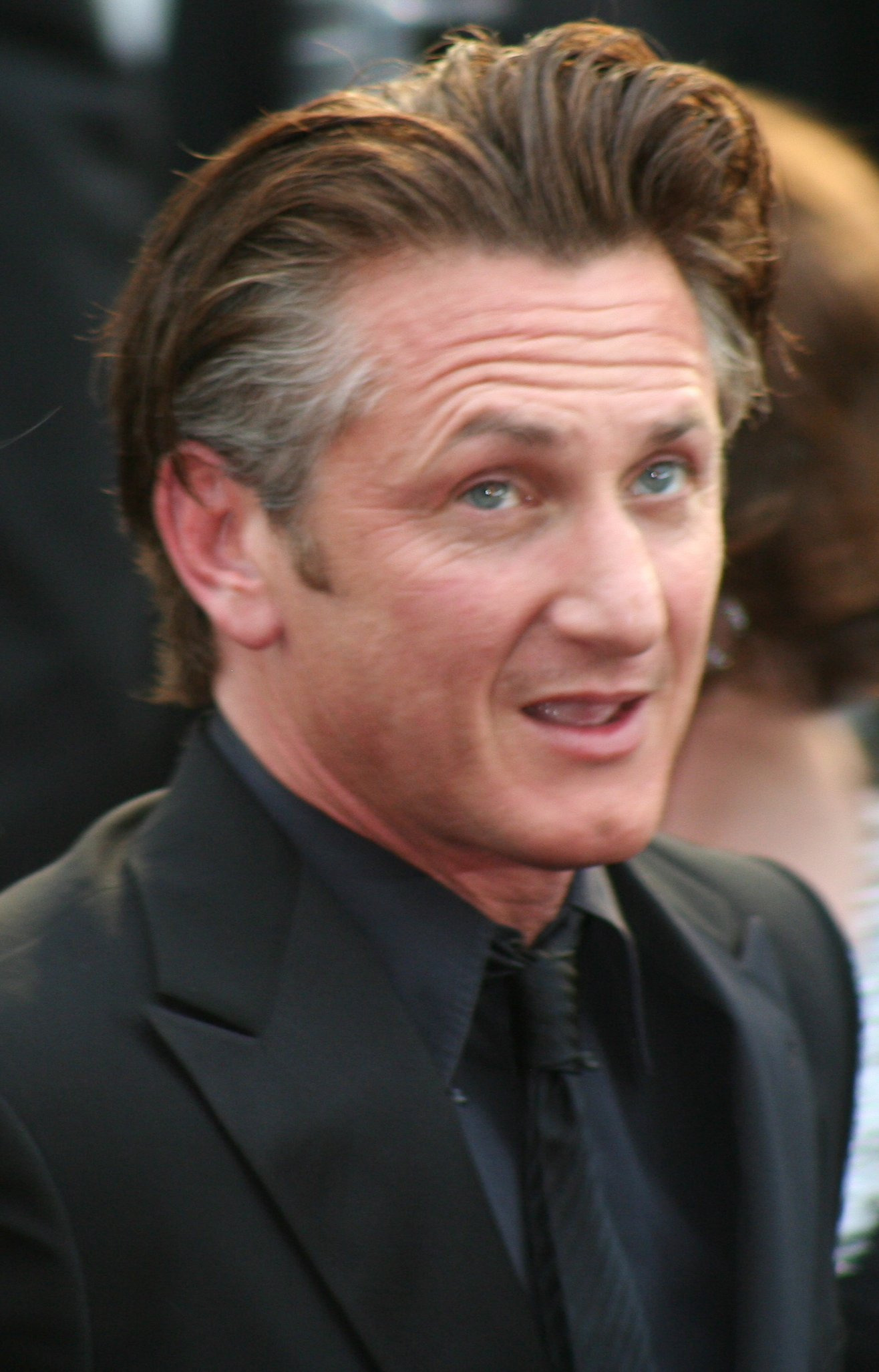
Acteur Sean Penn (1960)

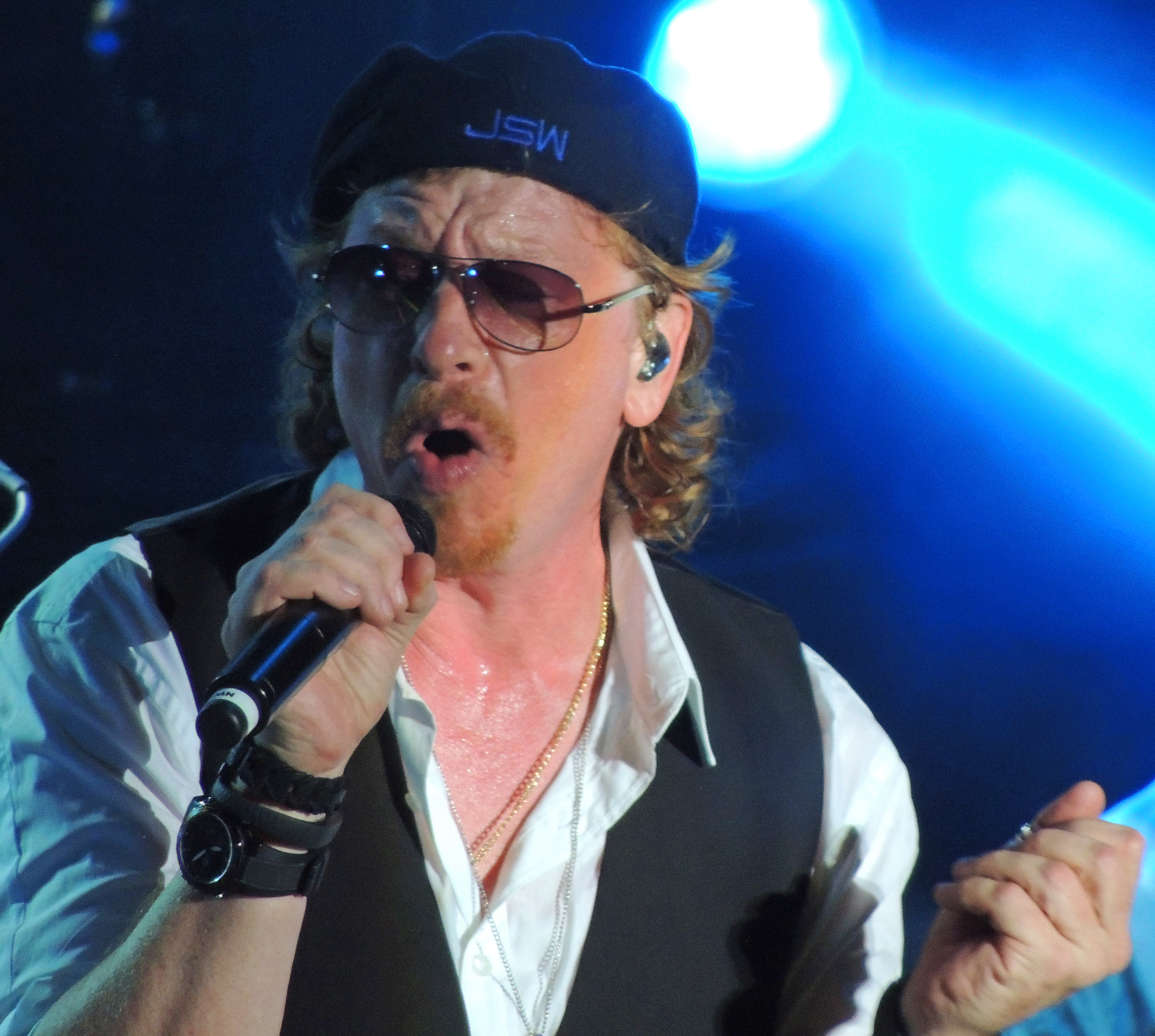
Zanger Joseph Williams (1960)

- Gloria Stuart (1910-2010), actrice
- Jean Darling (1922-2015), kindactrice
- Don Collier (1928-2021), acteur
- Shirley Temple (1928-2014), (kind)actrice
- Parry O'Brien (1932-2007), atleet en olympisch kampioen
- Fred Roos (1934-2024), filmproducent
- Robert Redford (1936), acteur
- Sandy Nelson (1938-2022), drummer
- Linda Gray (1940), actrice
- Bobby Sherman (1943-2025), zanger, liedjesschrijver en acteur
- Geraldine Chaplin (1944), actrice
- John Densmore (1944), drummer van The Doors
- Bonnie Franklin (1944-2013), actrice
- Bob Gunton (1945), acteur
- Lana Wood (1946), actrice en producente
- Josephine Chaplin (1949-2023), actrice
- Douglas Sheehan (1949-2024), acteur
- Bill Irwin (1950), acteur en clown
- Mick Garris (1951), regisseur en scenarioschrijver
- Anjelica Huston (1951), actrice en regisseur
- Coco Montoya (1951), bluesgitarist
- Russell Mael (1953), zanger en tekstschrijver van Sparks
- Gerry Tolman (1953-2005), musicus, manager en producent
- Miguel Ferrer (1955-2017), acteur
- Christopher Lawford (1955-2018), acteur
- Teena Marie (1956-2010), zangeres
- Randy Rhoads (1956-1982), gitarist (onder andere Ozzy Osbourne)
- Scott Tinley (1956), triatleet
- Tony Alva (1957), skateboarder
- Darby Hinton (1957), acteur en filmproducent
- Mark Mancina (1957), componist van voornamelijk filmmuziek
- Sinjin Smith (1957), beachvolleyballer
- Jamie Lee Curtis (1958), actrice
- Lorenzo Lamas (1958), acteur
- Dominique Dunne (1959-1982), actrice
- Dan Gilroy, filmscenarist en -regisseur
- John Gilroy (1959), filmmonteur
- Suzanne Vega (1959), zangeres
- Sean Penn (1960), acteur en regisseur
- Joseph Williams (1960), zanger
- Todd Bryant (1963), acteur, filmproducent en stuntman
- Robert Trujillo (1964), basgitarist (onder andere Suicidal Tendencies, Ozzy Osbourne en Metallica)
- Jack Black (1969), acteur en muzikant
- Viveka Davis (1969), actrice
- Shannon Lee (1969), actrice
- Jason Antoon (1971), acteur, filmproducent, filmregisseur en scenarioschrijver
- Sean Astin (1971), acteur
- Frank Shamrock (1972), vechtsporter
- Carson Daly (1973), televisiepresentator
- Tobey Maguire (1975), acteur
- Sara Gilbert (1975), actrice
- Trifun Zivanovic (1975), kunstschaatser
- Ryan Hurst (1976), acteur
- Adam Goldberg (1970), acteur
- Fiona Gubelmann (1980), actrice
- Christina Ricci (1980), actrice
- Marissa Irvin (1980), tennisspeelster
- Martin Starr (1982), acteur
- Amber Tamblyn (1983), actrice
- Ashley Zukerman (1983), acteur
- Stephen Miller (1985), communicatieadviseur en speechwriter
- Big Sean (1988), rapper
- Riley Keough (1989), actrice
- Tyler Posey (1991), acteur
- Erin Sanders (1991), actrice
- Wolfgang Van Halen (1991), multi-instrumentalist
- Hannah Marks (1993), actrice
- Cameron Monaghan (1993), acteur
- Skye Townsend (1993), actrice en zangeres

### Overleden
- Stan Laurel (1890-1965), acteur
- Dennis O'Keefe (1908-1968), filmacteur en schrijver
- Ferde Grofé (1892-1972), componist
- Hal Mohr (1894-1974), cineast
- Joan Blondell (1906-1979), actrice
- Meredith Willson (1902-1984), componist, dirigent en fluitist
- Dorothy Ashby (1932-1986), jazzcomponiste en jazzharpster
- Lawrence Welk (1903-1992), orkestleider, musicus, accordeonist
- Michel Colombier (1939-2004), Frans componist en dirigent
- June Pointer (1953-2006), zangeres
- Bruce Bennett (1906-2007), atleet en acteur
- Phil Hill (1927-2008), autocoureur
- Barbara Billingsley (1915-2010), actrice
- Dick Clark (1929-2012), tv presentator
- Mae Laborde (1909-2012), actrice
- Karen Black (1939-2013), actrice, zangeres en scenarioschrijfster
- Joseph Ruskin (1924-2013), acteur
- Robert Chartoff (1933-2015), filmproducent
- George Coe (acteur) (1929-2015), acteur, filmregisseur
- Tom Petty (1950-2017), popzanger en muzikant
- Wah Wah Watson (1950-2018), jazz- en bluesgitarist
- Eddie Van Halen (1955-2020), Nederlands-Amerikaanse gitarist
- Frank McRae (1944-2021), acteur
- Joe Turkel (1927-2022), acteur
- Harry Frankfurt (1929-2023), filosoof
- Ryan O'Neal (1941-2023), acteur
- Louis Gossett jr. (1936-2024), acteur